# 8158 Herder
8158 Herder este un asteroid din centura principală de asteroizi.

## Descriere
8158 Herder este un asteroid din centura principală de asteroizi. A fost descoperit pe 23 octombrie 1989 la Tautenburg de Freimut Börngen. El prezintă o orbită caracterizată de o semiaxă mare de 2,65 ua, o excentricitate de 0,06 și o înclinație de 3,1° în raport cu ecliptica.